# Imbrasia aniger
Imbrasia aniger is een vlinder uit de familie van de nachtpauwogen (Saturniidae). De wetenschappelijke naam van de soort is, als Nudaurelia aniger, voor het eerst geldig gepubliceerd in 1962 door Stoneham.